# 청원법
청원법은 헌법 제26조의 규정에 의한 청원권행사의 절차와 청원의 처리에 관한 사항을 규정하는 대한민국 법률이다. 청원은 국가기관 뿐만 아니라 지방자치단체나 그 밖의 공공단체에 대하여도 할 수 있다.

## 외국인의 청원권의 주체성 여부
청원권은 외국인에게도 인정되며 자연인뿐만 아니라 법인에게도 인정된다.

## 같이 보기
- 대한민국 헌법 제26조